# Ioan Duma (delegat din Săcal)
Ioan Duma (n. 11 februarie 1862, Săcalu de Pădure – d. 1 noiembrie 1919, Reghin) a fost un deputat în Marea Adunare Națională de la Alba Iulia, organismul legislativ reprezentativ al „tuturor românilor din Transilvania, Banat și Țara Ungurească”, cel care a adoptat hotărârea privind Unirea Transilvaniei cu România, la 1 decembrie 1918.:p. 77

## Biografie
Născut în  Săcalu de Pădure în anul 1862, Ioan Duma a urmat studiile  la Institutul Teologic și Pedagogic Andrei Șaguna din Sibiu. Între anii 1885-1890 va ocupa funcția de învățător în Filea, iar între anii 1890-1919 va fi numit și preot în Săcalu de Pădure. A făcut parte din delegația celor 300 de români care au înaintat Memorandul lui Francisc Iosif. A fost președinte al Senatului Național Român din localitate Decedează la Reghin la 1 noiembrie anul 1919.

## Activitatea politică
A fost ales ca delegat titular al cercului electoral  Reghin, la Marea Adunare Națională de la Alba Iulia de la 1 decembrie 1918.:p.252

## Decorații
Nicolae Grigore Deac a primit în anul 1922 ordinul Coroana României în rang de cavaler, iar în 1926 primește medalia Răsplata muncii, clasa I, pentru construcții școlare.:p.251-252